# Erik Stark (racerbåtförare)
Ej att förväxla med arkitekten, se Erik Stark
Erik Stark, född 13 november 1987 i Stockholm, är en svensk racerbåtförare. 
Erik Stark växte upp i Stockholm. Han började tävla 2000 i ungdomsklassen S-250 och blev svensk mästare 2002 i den klassen. Han har därefter tävlat i ett antal olika klasser. Åren 2011–2014 vann han totalseger i UIM F2 World Championship fyra år i rad.
Från 2014 har han tävlat i Formula 1 Powerboat World Championship. Åren 2017 och 2018 kom han trea respektiver tvåa totalt totalt, 2018 efter tre delsegrar i årets sammanlagt sju deltävlingar.

## Meriter i urval
- 2021 – 19:e Formula 1 Powerboat World Championship
- 2020 - Inga tävlingar arrangerade
- 2019 - 16:e Formula 1 Powerboat World Championship
- 2018 - 2:a Formula 1 Powerboat World Championship
- 2017 - 3:e Formula 1 Powerboat World Championship
- 2016 - 7:e Formula 1 Powerboat World Championship
- 2015 - Formula 1 Powerboat World Championship
- 2014 - Formula 1 Powerboat World Championship
- 2014 - 1:a UIM F2 World Championship
- 2013 - 1:a UIM F2 World Championship
- 2012 - 1:a UIM F2 World Championship
- 2011 - 1:a UIM F2 World Championship
- 2007 - T-400 Svensk mästare
- 2006 - F4-S Nordisk mästare
- 2002 - S-250 Svensk mästare